# Tabanus fuscibarbus
Tabanus fuscibarbus är en tvåvingeart som beskrevs av Schuurmans Stekhoven 1926. Tabanus fuscibarbus ingår i släktet Tabanus och familjen bromsar. Inga underarter finns listade i Catalogue of Life.